# Mo Hayder
Beatrice Clare Dunkel, plus connue sous le nom de plume de Mo Hayder, née Clare Damaris Bastin à Londres le 2 janvier 1962 et morte le 27 juillet 2021, est une romancière britannique de roman policier, noir et thriller.

## Biographie
Fille d’universitaires anglais et enfant terrible, elle quitte brutalement sa famille à l’âge de 15 ans pour enchaîner les petits boulots dans la capitale. Elle devient ensuite mannequin de charme, puis actrice sous le pseudonyme de Candy Davis. On la voit notamment dans le sitcom Are you being served ?, diffusé sur la BBC. À 25 ans, après un mariage éclair et dix années de vie mouvementée sur fond de « sexe, drogue et rock’n’roll », elle décide, un aller simple en poche, de s’envoler pour le Japon. Une fois arrivée à Tokyo, c’est la désillusion. Elle mène alors une existence des plus austères, vit dans une seule pièce et n’en sort que pour aller travailler. Elle y exerce les métiers de barmaid, éducatrice et, enfin, professeur d’anglais.
Attirée par le cinéma d’animation, elle quitte à 28 ans le Japon pour les États-Unis afin d’y suivre des études de cinéma. Elle obtient finalement son diplôme, mais le caractère violent de ses réalisations lui interdisant tout espoir de large diffusion, Mo Hayder décide de retourner en Angleterre. Elle y occupe un poste dans la sécurité comme « garde du corps », puis se consacre entièrement à l’écriture. Elle vit désormais avec sa fille et son compagnon.
Marquée à vie par les expériences traumatisantes dont ont été victimes plusieurs de ses proches, elle reconnaît volontiers sa fascination pour le morbide et la cruauté qui hantent ses livres. Birdman (Presses de la Cité, 2000), son premier roman, est devenu en très peu de temps un best-seller et s’est vendu à 130 000 exemplaires en Grande-Bretagne. Avec Tokyo, Mo Hayder confirme son statut unanimement reconnu d’étoile montante du roman noir. Elle a reçu pour ce roman le Grand prix des lectrices de Elle 2006 catégorie Policier et le prix polar SNCF.
Plusieurs de ses romans (Birdman, L'Homme du soir, Rituel, Skin et Proies) mettent en scène l'inspecteur Jack Caffery de la brigade criminelle du sud de Londres et Phoebe Marley, surnommée Flea, plongeuse pour la police de Bristol.
Ses livres sont traduits dans une quinzaine de pays. Elle a été surnommée « la Thomas Harris du Royaume-Uni » et est remarquée pour sa manière de traiter la violence dans ses fictions. Elle aime les films de Joel et Ethan Coen et ceux de Paul Thomas Anderson, et parmi les auteurs qu'elle admire, elle cite Thomas Harris, Dennis Lehane et Pete Dexter.
Elle décède le 27 juillet 2021 d'une maladie des motoneurones.

## Œuvre

### Romans

#### SérieInspecteur Jack Caffery et Flea
- Birdman (2000) Publié en français sous le titre Birdman, traduit par Thierry Arson, Paris, Presses de la Cité, 2000, 501 p.  (ISBN 2-258-05168-1) ; réédition, Paris, le Grand livre du mois, 2000, 501 p.  (ISBN 2-7028-6090-7) ; réédition, Paris, France loisirs, 2000, 496 p.  (ISBN 2-7441-4082-1) ; réédition, Paris, Pocket no 11197, 2001, 440 p.  (ISBN 2-266-10835-2) ; réédition, Paris, France loisirs, coll. « Noir », 2009, 468 p.  (ISBN 978-2-298-01942-1)
- The Treatment (2001)  Publié en français sous le titre L'Homme du soir, traduit par Thierry Arson, Paris, Presses de la Cité, 2002, 551 p.  (ISBN 2-258-05879-1) ; réédition, Paris, Pocket no 11886, 2003, 541 p.  (ISBN 2-266-13135-4) ; réédition, Paris, Pocket, coll. « Thriller » no 11886, 2009, 541 p.  (ISBN 978-2-266-18960-6)
- Ritual (2008) Publié en français sous le titre Rituel, traduit par Hubert Tézenas, Paris, Presses de la Cité, coll. « Sang d'encre », 2009, 415 p.  (ISBN 978-2-258-07706-5) ; réédition, Paris, Pocket, coll. « Thriller » no 13971, 2009, 505 p.  (ISBN 978-2-266-19172-2) ; réédition, Paris, France loisirs, 2009, 524 p.  (ISBN 978-2-298-02120-2)
- Skin (2009) Publié en français sous le titre Skin, traduit par Hubert Tézenas, Paris, Presses de la Cité, coll. « Sang d'encre », 2009, 365 p.  (ISBN 978-2-258-08040-9) ; réédition, Paris, Pocket no 14257, 2010, 445 p.  (ISBN 978-2-266-19945-2)
- Gone (2010) Publié en français sous le titre Proies, traduit par Jacques-Hubert Martinez, Paris, Presses de la Cité, coll. « Sang d'encre », 2010, 435 p.  (ISBN 978-2-258-08041-6) ; réédition, Paris, Pocket, coll. « Thriller » no 14609, 2011, 537 p.  (ISBN 978-2-266-21157-4)
- Poppet (2013) Publié en français sous le titre Fétiches, traduit par Jacques Martinache, Paris, Presses de la Cité, coll. « Sang d'encre », 2013, 425 p.  (ISBN 978-2-258-09238-9) ; réédition, Paris, le Grand livre du mois, 2013, 425 p.  (ISBN 978-2-286-10156-5) ; réédition, Cergy-Pontoise, À vue d'œil, coll. « 16-17 : suspense », 2014, 521 p.  (ISBN 978-2-84666-858-3) ; réédition, Paris, Audiolib, 2013. 2 CD MP3 (11 h 56 min), texte intégral lu par François Hatt.  (ISBN 978-2-35641-650-6) ; réédition, Paris, Pocket, coll. « Thriller » no 15917, 2015, 509 p.  (ISBN 978-2-266-24881-5)
- Wolf (2014) Publié en français sous le titre Viscères, traduit par Jacques Martinache. Paris, Presses de la Cité, coll. « Sang d'encre », 2015, 440 p.  (ISBN 978-2-258-09239-6) ; réédition, Paris, Éditions de Noyelles, 2015, 440 p.  (ISBN 978-2-298-09623-1) ; réédition, Paris, Pocket, coll. « Thriller » no 16523, 2016, 506 p.  (ISBN 978-2-266-26469-3)

#### Autres romans
- Tokyo ou The Devil of Nanking (2004) Publié en français sous le titre Tokyo, traduit par Hubert Tézenas, Paris, Presses de la Cité, coll. « Sang d'encre », 2005, 429 p.  (ISBN 2-258-06605-0) ; réédition, Paris, le Grand livre du mois, 2006, 429 p.  (ISBN 2-286-02642-4) ; réédition, Paris, Éd. France loisirs, coll. « Thriller », 2006, 551 p.  (ISBN 2-7441-9397-6) ; réédition, Paris, Pocket no 12844, 2007, 473 p.  (ISBN 978-2-266-15790-2) ; réédition, Paris, France loisirs, coll. « Molécule », 2014, 539 p.  (ISBN 978-2-298-08265-4)
- Pig Island (2006) Publié en français sous le titre Pig Island, traduit par Hubert Tézenas, Paris, Presses de la Cité, coll. « Sang d'encre », 2007, 389 p.  (ISBN 978-2-258-07165-0) ; réédition, Paris, Éd. de Noyelles-France loisirs, 2007, 389 p.  (ISBN 978-2-298-00194-5) ; réédition, Paris, Pocket, coll. « Thriller » no 13537, 2008, 471 p.  (ISBN 978-2-266-17875-4)
- Hanging Hill (2011) Publié en français sous le titre Les Lames, traduit par Jacques Morin, Paris, Presses de la Cité, coll. « Sang d'encre », 2011, 473 p.  (ISBN 978-2-258-08042-3) ; réédition, Paris, le Grand livre du mois, 2011, 473 p.  (ISBN 978-2-286-08199-7) ; réédition, Paris, Pocket, coll. « Thriller » no 15058, 2012, 573 p.  (ISBN 978-2-266-22391-1)

## Filmographie
- 2014 : The Beast (titre original néerlandais : De Behandeling) (titre anglais : The Treatment), film belge réalisé par Hans Herbots, adaptation du roman L'Homme du soir, avec Geert Van Rampelberg, Ina Geerts et Johan van Assche

## Prix et distinctions notables
- 2002 : WH Smith Thumping Good Read Award pour L'Homme du soir.
- 2005 : Prix SNCF du polar européen pour Tokyo
- 2006 : Grand prix des lectrices de Elle - catégorie Policier pour Tokyo
- 2012 : Prix Edgar-Allan-Poe du meilleur roman pour Gone.
- 2014 : Prix du meilleur acteur pour Johan Van Assche dans le film The Beast, au Festival du film d'Oostende.
- 2014 : Panorama Fantàstic Award au Catalonian International Film Festival de Sitges, pour Hans Herbots, Eyeworks et le film The Beast.
- 2015 : Audience Award au Zagreb Film Festival pour le film The Beast.

## Sources
- Claude Mesplède, Dictionnaire des littératures policières, vol. 1 : A - I, Nantes, Joseph K, coll. « Temps noir », 2007, 1054 p. (ISBN 978-2-910-68644-4, OCLC 315873251), p. 944